# غالاباغوس (رواية)
غالاباغوس هي الرواية الحادية عشرة للكاتب الأمريكي كورت فونيجت. تتساءل الرواية عن جدارة المخ البشري من منظور تطوري. يشير اسم الرواية إلى الجزر التي يحدث عليها جزء من القصة، ويحمل أيضًا تقديرًا إلى تشارلز دارون الذي اعتمد فونيجت على نظرياته لكي يصل إلى استنتاجاته. نُشرت لأول مرة في عام 1985 عن طريق دار نشر ديل.

## ملخص الحبكة
غالاباغوس هي قصة لمجموعة صغيرة من البشر غير المتوافقين الذين تحطمت سفينتهم على جزيرة سانتا روساليا الخيالية في جزر غالاباغوس بعد أزمة مالية عالمية دمّرت الاقتصاد العالمي. بعد ذلك بفترة قصيرة، جعل أحد الأمراض جميع البشر الموجودين على الأرض عُقماء، باستثناء البشر الموجودين على سانتا روساليا، ليصبحوا بذلك العينات الأخيرة من الجنس البشري. خلال السنوات المليون اللاحقة، تطور نسلهم، وهم البشر الوحيدون الذين يتمتعون بالخصوبة على وجه الأرض، إلى نوع مغطى بالفرو شبيه بأسد البحر: لكن ربما ظلوا قادرين على المشي منتصبي القامة (لم يُذكر ذلك صراحةً، ولكن ذُكر أنهم أمسكوا بالحيوانات الأرضية في بعض الأحيان)، كان لديهم خطم مع أسنان مهيأة للإمساك بالأسماك، بالإضافة إلى جمجمة انسيابية وأيادٍ شبيهة بالزعانف مع أصابع أولية (وُصفت بالنتوءات).
الراوي هو روح كانت تشاهد البشر خلال السنوات المليون الأخيرة. ذلك الشبح بالتحديد هو الروح الخالدة لليون تروتسكي تروت، ابن شخصية كيلجور تروت المتكررة في أعمال فونيجت. ليون هو أحد المحاربين القدامى في حرب فيتنام والذي تأثر بالمجازر التي حدثت فيها. لاذ ليون بالفرار من الخدمة العسكرية واستقر في السويد، حيث عمل في بناء السفن، وتُوفي في أثناء بناء سفينة باهيا دي دارون. استُخدمت تلك السفينة في «نزهة القرن البحرية في الطبيعة»، والتي خُطط لها أن تكون نزهة للمشاهير. أُهملت السفينة بسبب التراجع الاقتصادي، وبسبب سلسلة من الأحداث غير المرتبطة، انتهى الأمر بالسفينة لتساعد البشر على الوصول إلى غالاباغوس والبقاء فيها.
ظهر الفقيد كيلجور تروت أربع مرات في الرواية، يحث ابنه على دخول «النفق الأزرق» الذي يؤدي إلى الحياة بعد الموت. عندما رفض ليون للمرة الرابعة، تعهد كيلجور بأنه لن يعود هو والنفق الأزرق لمدة مليون عامًا، تاركًا ليون يستكشف العملية البطيئة للتطور التي حوّلت البشر إلى ثدييات بحرية. بدأت العملية عندما وضعت امرأة يابانية، حفيدة لأحد الناجين من هيروشيما، طفلة مُغطاة بالفرو بالكامل.
ادعى تروت أن كافة الكروب التي واجهت البشرية كانت بسبب «الشرير الحقيقي الوحيد في قصتي: المخ البشري الأكبر من المعتاد». قضى الانتخاب الطبيعي على تلك المشكلة، إذ إن أفضل البشر المؤهلين لسانتا روساليا كانوا أولئك الذين تمكنوا من السباحة بشكل أفضل، الأمر الذي تطلب رأسًا انسيابيًا، وبالتالي مخًا أصغر.

## الشخصيات الرئيسة
- ليون تروت، الراوي المتوفى وابن كيلجور تروت
- هيرناندو كروز، أول وكيل ربان لسفينة باهيا دي دارون
- ماري هيبورن، أرملة أمريكية تُدرّس في مدرسة إيليوم الثانوية
- روي هيبورن، زوج ماري الذي تُوفي في عام 1985 نتيجة ورم في المخ
- أكيكو هيروغوتشي، ابنة هيساكو التي ستولد بفرو يغطي جسدها بالكامل
- هيساكو هيروغوتشي، معلمة إيكيبانا وزوجة زينجي الحامل
- زينجي هيروغوتشي، عبقري ياباني في الحاسوب اخترع المترجم الصوتي غوكوبي وخليفته مانداراكس
- بوبي كينغ، رجل شهير ومنظم «نزهة القرن البحرية في الطبيعة»
- أندرو ماكلنتوش، رأسمالي أمريكي ومغامر ورث ثروة هائلة
- سيلينا ماكلنتوش، ابنة أندرو الكفيفة، وتبلغ من العمر ثمانية عشر عامًا
- خيسوس أورتيز، نادل موهوب من الإنكا يبحث عن الرجال الأثرياء ذوي النفوذ
- أدولف فون كلايست، ربان السفينة باهيا دي دارون الذي لا يعرف كيف يوجّه السفينة
- زيغفريد فون كلايست، شقيق أدولف المصاب بداء هنتنغتون والذي يعتني مؤقتًا بالاستقبال في فندق إل دورادو
- جيمس ويت، محتال أمريكي يبلغ من العمر 35 عامًا
- الجندي غيرالدو ديلغادو، جندي إكوادوري[1]